# 大河内孝子
大河内孝子（おおこうち たかこ、1990年11月11日 - ）は、女性アナウンサーで気象予報士、防災士である。
- 2013年4日〜2015年10月まで、元テレビせとうち記者兼リポーターとして業務を励んでいた。
- 2015年10月月から圭三にてフリーアナウンサーとなる。
- 圭三との契約終了に伴い、ジョイスタッフに移籍した。
- 2023年3月よりRNCテレビのアナウンサーになる。

## エピソード
・バラエティ番組にて「テレビせとうち勤務中、放送前に自分が担当しているVTRをなくされた事が2回ほどある」というエピソードを暴露した。もう一度撮り直し、事なきを得た。